# Élections municipales québécoises de 2025
Les élections municipales québécoises de 2025 sont prévues pour le 2 novembre 2025 afin d'élire les membres des conseils municipaux d'environ 1 100 municipalités locales ainsi que 19 préfets de municipalités régionales de comté. Les élections seront marquées par un nouveau découpage de la carte électorale.

## Résultats dans les principales villes
- Élections municipales de 2025 à Montréal
- Élections municipales de 2025 à Québec
- Élections municipales de 2025 à Laval
- Élections municipales de 2025 à Gatineau
- Élections municipales de 2025 à Longueuil
- Élections municipales de 2025 à Sherbrooke
- Élections municipales de 2025 à Saguenay
- Élections municipales de 2025 à Lévis
- Élections municipales de 2025 à Trois-Rivières
- Élections municipales de 2025 à Terrebonne
- Élections municipales de 2025 à Saint-Jean-sur-Richelieu
- Élections municipales de 2025 à Brossard
- Élections municipales de 2025 à Repentigny

## Résultats par région
1. Bas-Saint-Laurent
2. Saguenay–Lac-Saint-Jean
3. Capitale-Nationale
4. Mauricie
5. Estrie
6. Région de Montréal
7. Outaouais
8. Abitibi-Témiscamingue
9. Côte-Nord
10. Nord-du-Québec
11. Gaspésie–Îles-de-la-Madeleine
12. Chaudière-Appalaches
13. Région de Laval
14. Lanaudière
15. Laurentides
16. Montérégie
17. Centre-du-Québec

## Résultats des municipalités régionales de comté
- Élections préfectorales québécoises de 2025